# Lappo stift

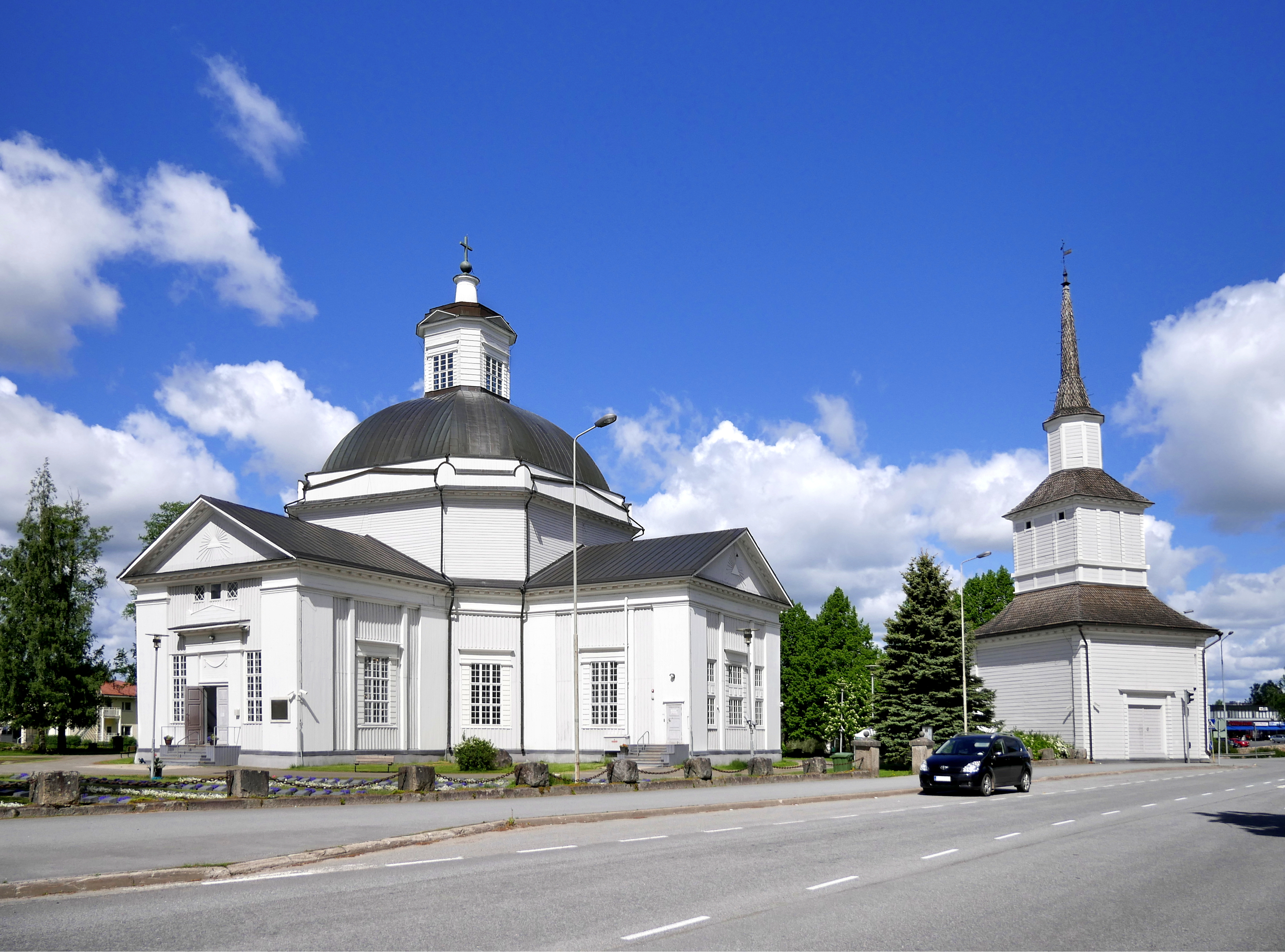
Lappo domkyrka.

Lappo stift är ett av de nio stiften i Evangelisk-lutherska kyrkan i Finland. Domkyrka för stiftet är Lappo domkyrka. Stiftet är utbrett över delar av Österbotten, Tavastland samt Mellersta Finland och består av sex prosterier och 44 församlingar. 
Lappo stift grundades år 1956 och leds sedan år 2022 av biskop Matti Salomäki.

## Prosterier i Lappo stift
1. Lappo domprosteri
2. Södra Österbottens prosteri
3. Österbottens prosteri
4. Södra Mellersta Finlands prosteri
5. Norra Mellersta Finlands prosteri

## Biskopar i Lappo stift
- Eero Lehtinen 1956–1974
- Yrjö Sariola 1974–1995
- Jorma Laulaja 1995–2004
- Simo Peura 2004–2022
- Matti Salomäki 2022–